# 中勝駅
中勝駅（ちゅうしょう-えき、中文表記: 中胜站、英文表記: Zhongsheng Station）は、中華人民共和国江蘇省南京市建鄴区に位置する南京地下鉄7号線及び10号線の駅である。

## 駅構造
- 相対式ホーム2面2線を有する地下駅。

## 駅周辺
- 南京明基医院
- 河西金融中心

## 沿革
- 2005年8月12日 - 1号線の駅として開業。
- 2014年5月31日 - この日の終電後、10号線への編入工事が行われた[1]。同日、1号線の乗り入れを廃止。
- 2014年7月1日 - 10号線安徳門駅-雨山路駅間開通[2]。

## 隣の駅
南京地下鉄
■7号線
新城科技園駅 - 中勝駅 - 嘉陵江東街駅
■10号線
小行駅 - 中勝駅 - 元通駅